# Callygris constricta
Callygris constricta är en fjärilsart som beskrevs av Louis Beethoven Prout 1914. Callygris constricta ingår i släktet Callygris och familjen mätare. Inga underarter finns listade i Catalogue of Life.